# Katedrála Krista, Světla ze Světla v Oaklandu
Katedrála Krista, Světla ze Světla slouží jako sídlo biskupa Oaklandské diecéze. Byla postavena jako náhrada za katedrálu sv. Františka Saleského, jež byla v roce 1989 nevratně poničena při zemětřesení Loma Prieta. Je to první katedrála postavená v 21. století.
Katedrálu, v níž je místo pro 1350 věřících, navrhl architekt Craig W. Hartman ze studia Skidmore, Owings and Merrill. Součástí projektu je i přebudované prostranství před katedrálou, které ji propojuje s centrem Oaklandu.
Z prostoru katedrály je pěkný výhled na takzvané jezero Merritt, což je však spíše laguna. Součástí komplexu je též mauzoleum, konferenční centrum, kanceláře, byty, knihkupectví a kavárna.
Design katedrály není založen na tradiční ikonografii, zaměřuje se spíše na vyvolání silného zážitku v návštěvnících. Nad betonovou základnu budovy stoupá dřevěné žebrování se skleněným přístěnkem a dřevěnými žaluziemi.
Katedrála je postavena tak, aby odolala i tisíciletému zemětřesení, což je v dané oblasti základním předpokladem „dlouhověkosti“.
Patrony katedrály jsou Blahoslavená Panna Maria a sv. František Saleský.

## Galerie

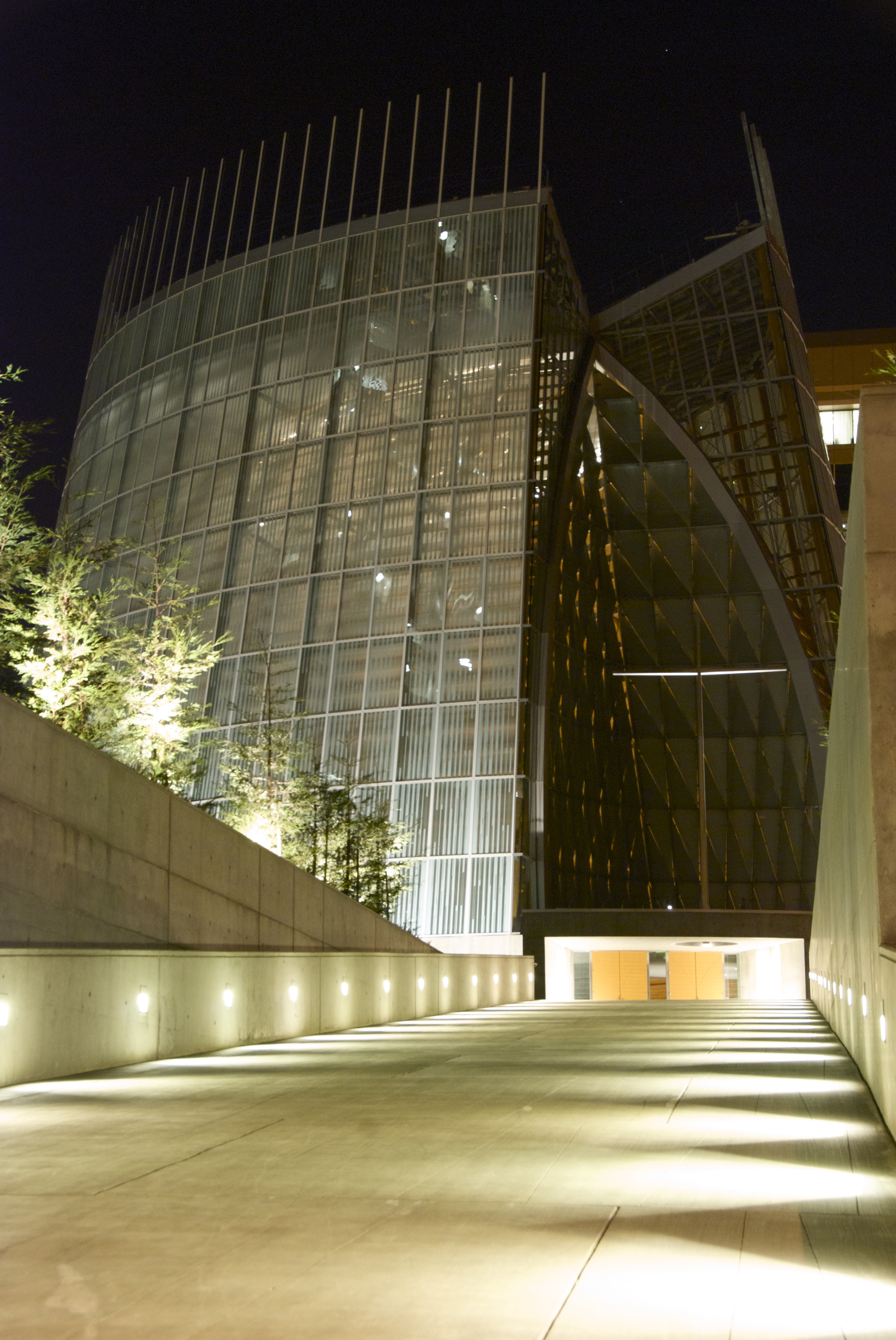
Večerní foto
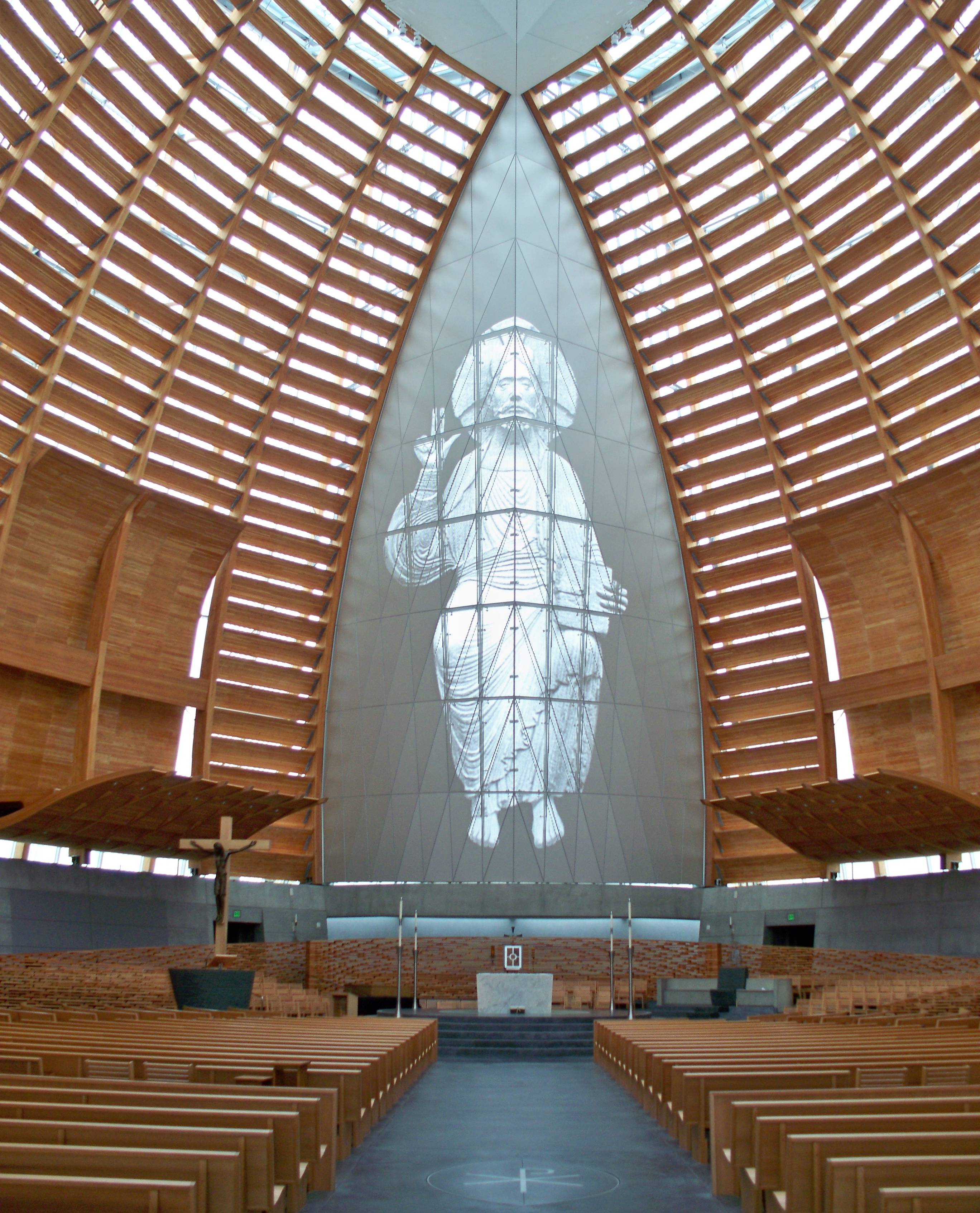
Obraz "Krista, Světla ze Světla"
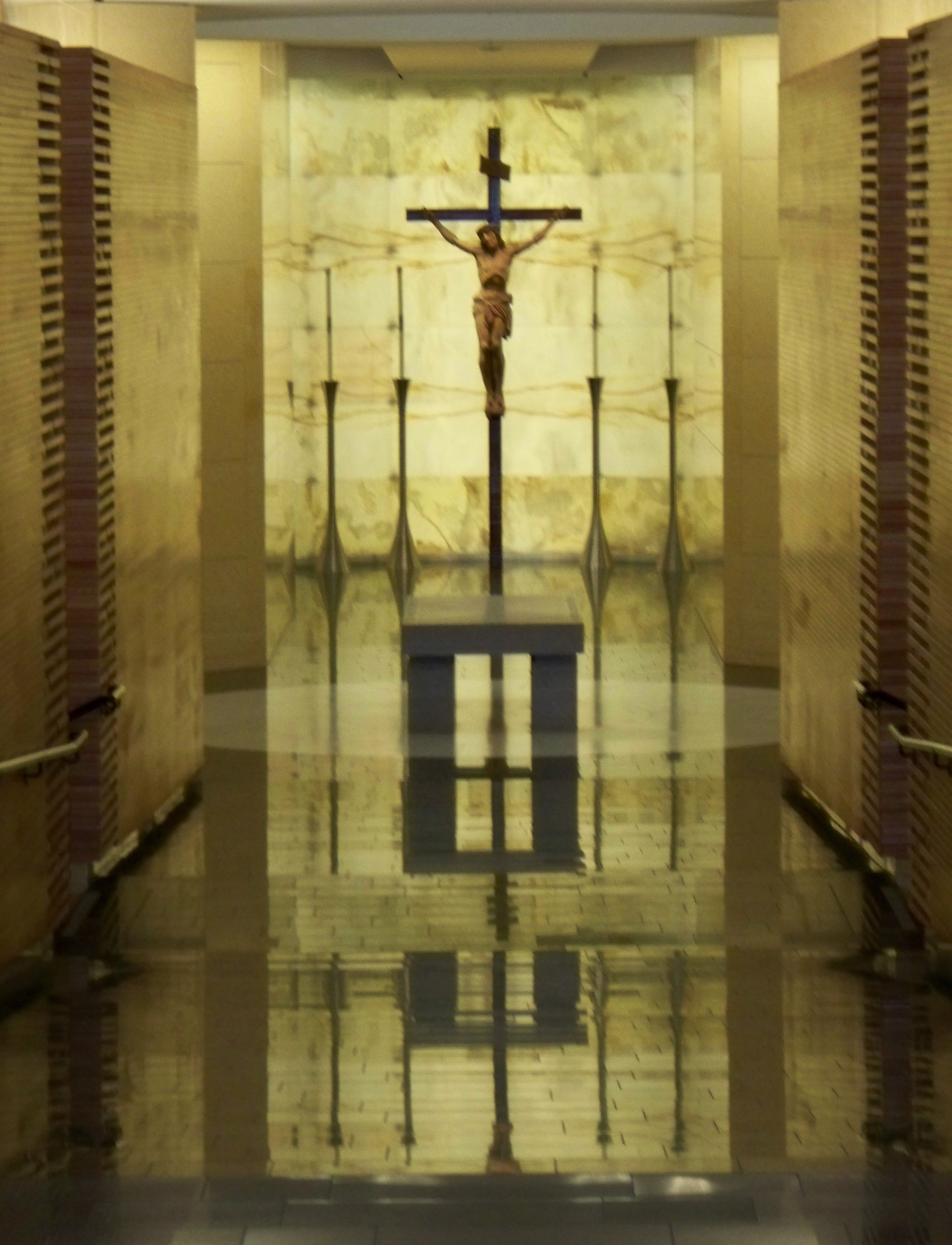
Pohled od vchodu do krypty/mauzolea
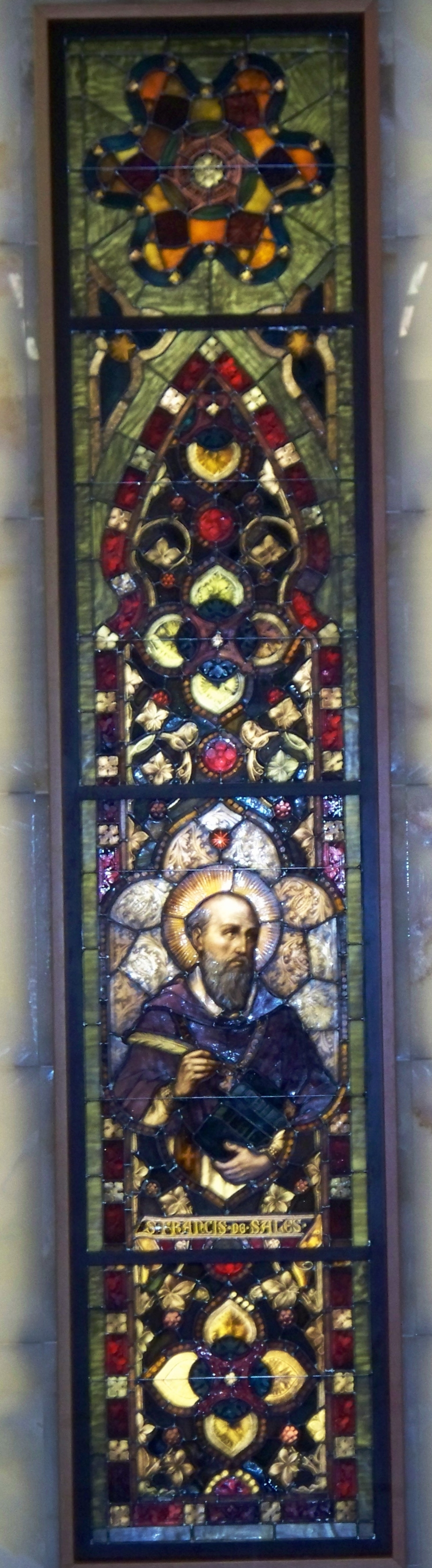
Okno v kryptě